# Schelto van Heemstra
Schelto van Heemstra (Groningen, 14 novembre 1807 – Maartensdijk, 20 dicembre 1864) è stato un politico olandese, primo ministro dei Paesi Bassi dal 10 novembre 1861 al 1º febbraio 1862.

## Biografia
Vicino al primo ministro Johan Rudolf Thorbecke, nel 1844 viene nominato nel comitato di nove persone incaricate di rivedere la Costituzione olandese.
Nel 1861 dopo le dimissioni di Jacob van Zuylen van Nijevelt viene chiamato a formare un governo.
Al termine della sua esperienza a capo dell'esecutivo viene eletto in Parlamento.